# Milovan Ćirić
Milovan Ćirić (Belgrado, Reino de Serbia, 12 de febrero de 1918 - 14 de octubre 1986) fue un entrenador de fútbol yugoslavo.

## Selección nacional
Entrenó a la selección de Yugoslavia desde mayo a octubre de 1954 formando parte de una comisión de cinco entrenadores formada por él mismo y Branko Pešić, Aleksandar Tirnanić, Leo Lemešić y Franjo Wölfl. Entre diciembre de 1973 y julio de 1974 volvió a entrenar a la selección de su país formando de nuevo parte de una comisión de cinco hombres junto a Miljan Miljanić, Milan Ribar, Sulejman Rebac y Tomislav Ivić.

## Clubes y selecciones
| Club                              | País       | Año       |
| --------------------------------- | ---------- | --------- |
| OFK Belgrado                      | Yugoslavia | 1951-1953 |
| Partizan de Belgrado              | Yugoslavia | 1953-1954 |
| Selección de fútbol de Yugoslavia | Yugoslavia | 1954      |
| Estrella Roja de Belgrado         | Yugoslavia | 1954-1957 |
| Società Sportiva Lazio            | Italia     | 1957-1958 |
| HNK Hajduk Split                  | Yugoslavia | 1959-1961 |
| OFK Belgrado                      | Yugoslavia | 1961-1963 |
| HNK Hajduk Split                  | Yugoslavia | 1963      |
| Selección de fútbol de Israel     | Israel     | 1965-1968 |
| Beşiktaş Jimnastik Kulübü         | Turquía    | 1969-1970 |
| Aris Salónica F. C.               | Grecia     | 1970-1971 |
| Selección de fútbol de Yugoslavia | Yugoslavia | 1973-1974 |
| Valencia C. F.                    | España     | 1974-1975 |
| Estrella Roja de Belgrado         | Yugoslavia | 1975-1976 |
| Selección de fútbol de la India   | India      | 1985      |